# 阪急ファミリーストア

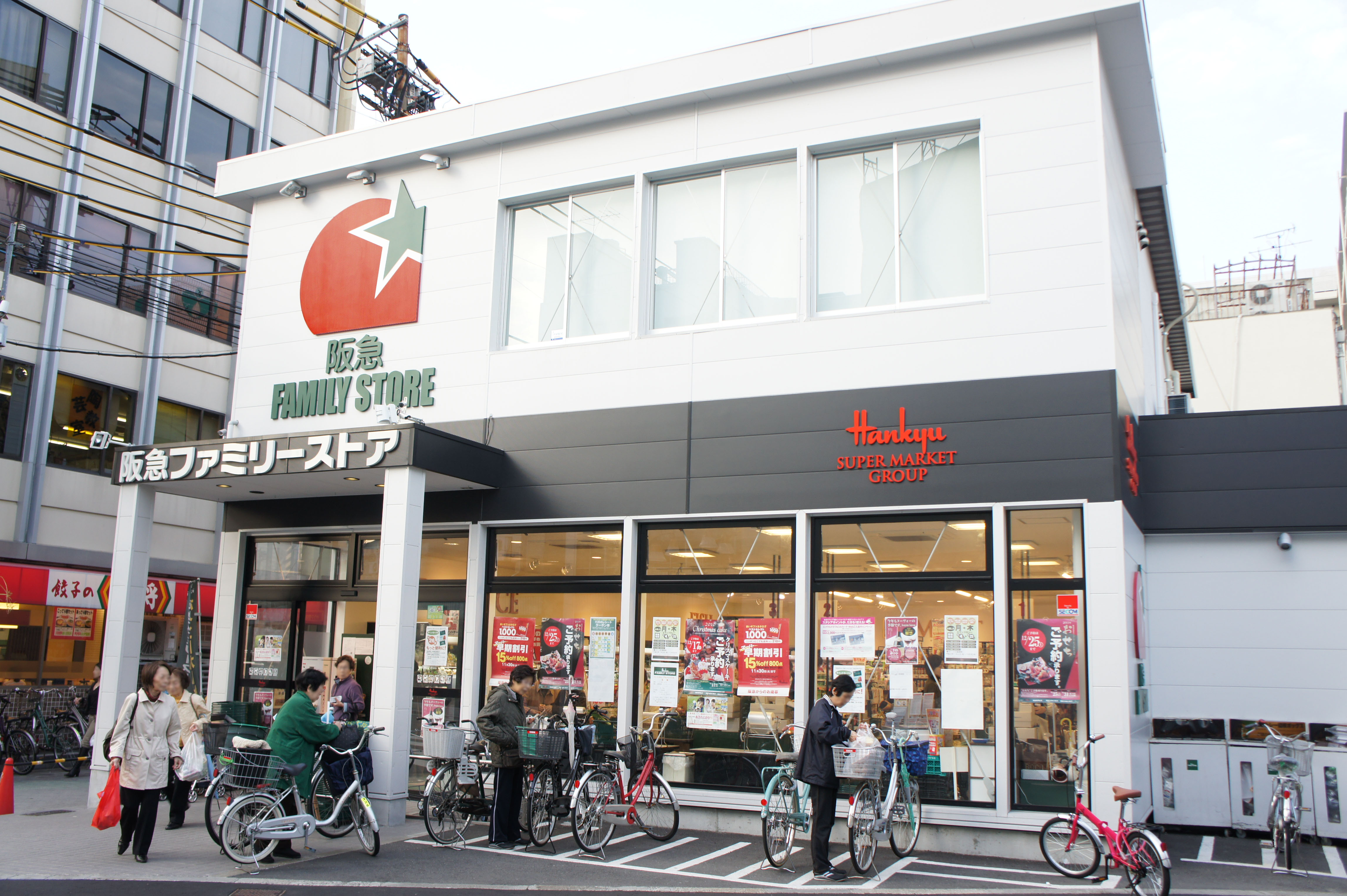
阪急ファミリーストア天六店

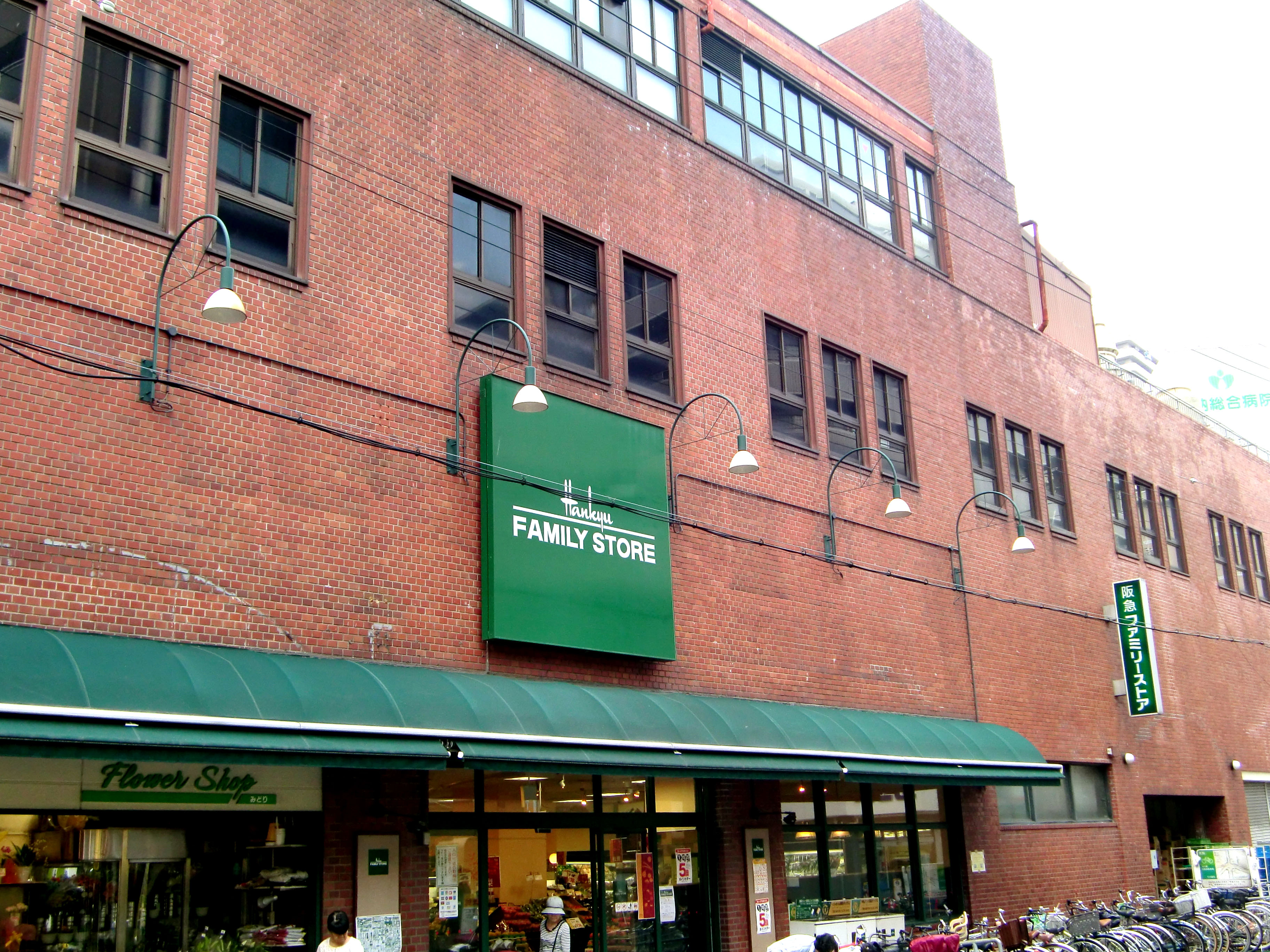
阪急ファミリーストア天六店（旧店舗）

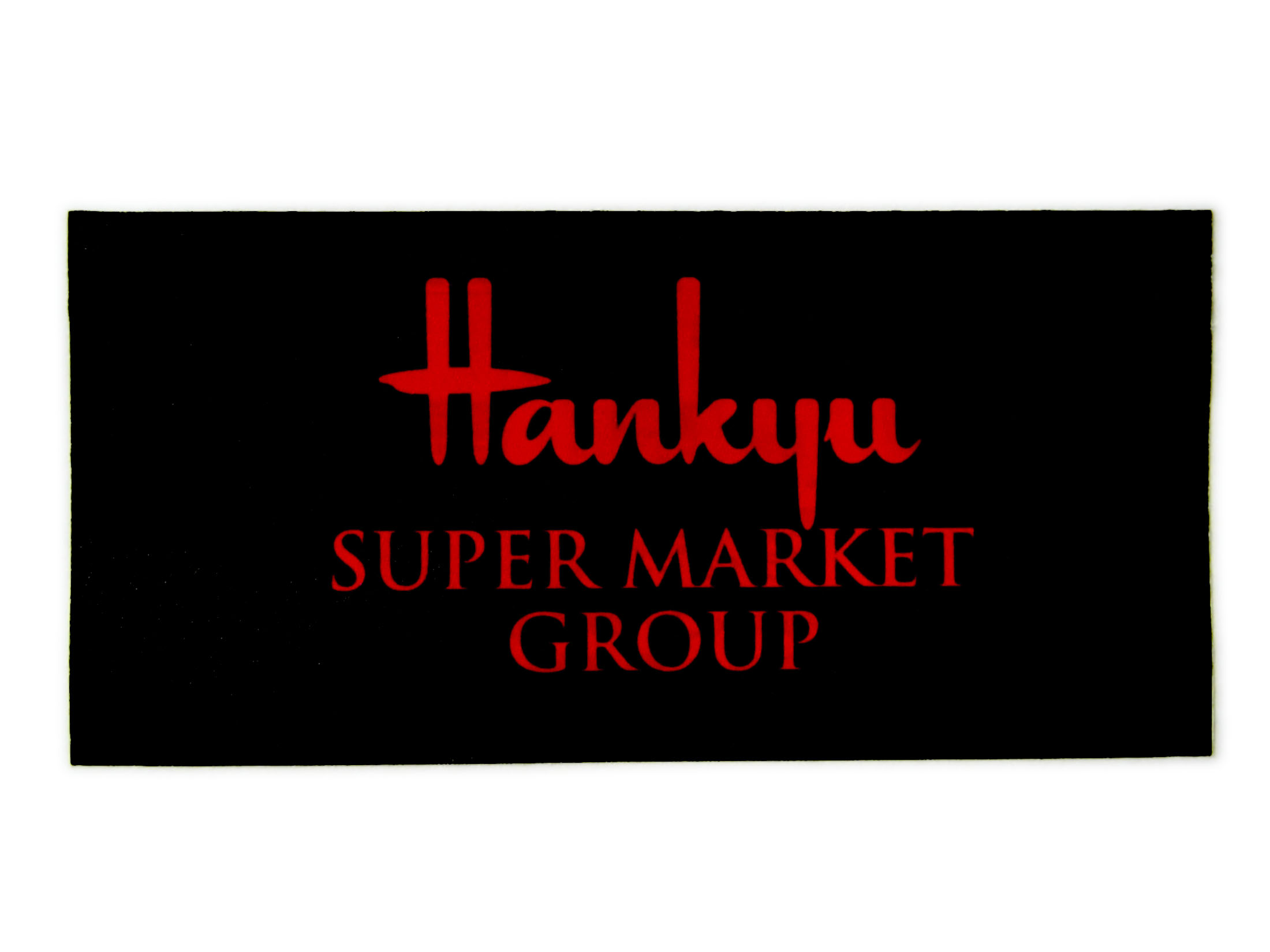
2009年導入の「阪急百貨店スーパーマーケットグループ」のCI（阪急オアシス茨木駅前店）」

阪急ファミリーストア（はんきゅうファミリーストア）は、かつてエイチ・ツー・オー リテイリング傘下の株式会社阪食が、大阪府を中心に展開していたスーパーマーケット。
当項目では、2008年（平成20年）9月30日まで存在した株式会社阪急ファミリーストアについても説明する。

## 歴史・概要
阪急百貨店の関連会社だった阪急共栄物産株式会社が阪急共栄ストアを展開していた。
阪急共栄ストア(のちの阪急ファミリーストア)は、阪急百貨店グループのスーパーマーケット事業の整備の一環として郊外に展開する同じ阪急百貨店の関連会社であった阪急オアシスに対して都市部での出店という棲み分けを行っていた。
阪急共栄物産の事業再編として分社化され2003年（平成15年）1月1日付で株式会社阪急ファミリーストアとして独立、同年3月1日付で阪急共栄物産は、阪急百貨店に吸収合併され阪急百貨店の直接子会社となった。以降は阪急ファミリーストアへブランドの転換を行った。阪急共栄ストア時代から武蔵小山など東京都内にも出店していたが、阪急ファミリーストアに転換したばかりの武蔵小山店を2003年5月31日に閉鎖して完全に撤退し、大阪市内を中心とした展開へ移行した。
2008年（平成20年）10月1日付けで当時同じく阪食の設立した当時から子会社であった阪急オアシス、阪急ニッショーストア、阪急フレッシュエールとともに計4社が阪食に吸収合併されたため、阪食が運営する食品スーパーの店舗ブランドとなった。
2009年（平成21年）から「阪急百貨店スーパーマーケットグループ」として展開している。
都心型の店舗とされていたため、2003年に大阪市北区に開店した同心店、2005年（平成17年）11月26日に大阪市天王寺区に開店した上六店や2006年（平成18年）4月4日に大阪市天王寺区に開店した真法院店、2007年（平成19年）2月15日に大阪市天王寺区に開店した桃坂店株式会社阪食が初めて開発した大阪市東成区の今里駅前のロハスプラザ今里に2008年（平成20年）5月20日に開店した今里店、同年11月28日に大阪市都島区の大阪市営地下鉄谷町線都島駅近くに開店した都島店、2009年（平成21年）2月21日に大阪市住之江区に開店した東加賀屋店、2010年（平成22年）2月2日に大阪市住吉区の住吉大社の近くに開店した住吉店など大阪市内の出店が中心となっていた。そのため、人口密度が高く自転車と徒歩の来店客が多い傾向にあった。
しかし、2010年（平成22年）春に淡路駅周辺土地区画整理事業に伴い閉店した大阪市東淀川区の淡路店が移転･建て替え後の同年11月2日に高質食品専門館の都市型小型店として阪急オアシス淡路店にブランドを切替えて開店し、2012年（平成24年）6月7日に大阪市阿倍野区の昭和町店、同年7月7日に大阪市北区の同心店を改装して阪急オアシスに切り替えたほか、野江店やあべの店も同様に改装して阪急オアシスへ転換した。

## プライベートブランド
かつてはプライベートブランドとしてザ・阪急を展開していた。
2008年（平成20年）1月にプライベートブランドに関してバローと阪食が業務提携し、グループ会社の阪急フーズなどとも連携して価格訴求型のプライベートブランドハートフルデイズを同年9月27日から店頭に展開し始め、その後高価格帯のプライベートブランドプライムタイムの展開も始めて価格帯の異なる2ブランドを展開している。

## 電子マネーへの対応
2008年（平成20年）4月22日からedy、iD、QUICPayの3種類の電子マネーによる支払が可能になった。

## 改装して阪急オアシスとなった店舗
- 塚本店（大阪市淀川区）
- 瓦屋町店（大阪市中央区）
- 京橋店（大阪市都島区）
- 真法院店（大阪市天王寺区） - 2006年（平成18年）4月4日開店[7]
- 桃坂店（大阪市天王寺区） - 2007年（平成19年）2月15日開店[8]
- 今里店（大阪市東成区） - 2008年（平成20年）5月20日開店[9]
- 都島店（大阪市都島区） - 2008年（平成20年）11月28日開店[10]
- 住吉店（大阪市住吉区） - 2010年（平成22年）2月2日開店[12]
- 天六店（大阪市北区） - 1925年（大正14年）に新京阪鉄道天神橋駅(天六駅)のターミナルビルとして建設された天六阪急ビルに入居していた阪急ファミリーストア[21]が、再開発による同ビル建て替えのため[21]2010年（平成22年）1月15日をもって仮店舗に移転、その後2013年（平成25年）3月7日、跡地に建設されたジオタワー天六1Fにリニューアルオープン[22]
- 南茨木店（茨木市）- 2008年（平成20年）10月1日にリニューアル
- 淡路店（大阪市東淀川区）- 2010年（平成22年）春に閉店し、同年11月2日に移転後の新店舗が阪急オアシスとしてリニューアルオープン[13]
- 野江店（大阪市城東区） [16]
- 同心店（大阪市北区）- 2012年（平成24年）7月7日にリニューアルオープン[15]
- あべの店（大阪市阿倍野区）- 阪急ニッショーストアからリニューアルした店舗だったが、再びリニューアルオープンして阪急オアシスに[16]
- 昭和町店（大阪市阿倍野区）- 2012年（平成24年）6月7日にリニューアルオープン[14]

### かつて展開していた店舗
- 武蔵小山店（東京都品川区） - 阪急共栄ストア武蔵小山店として開業し、2003年1月にグルメマーケット阪急共栄武蔵小山店から転換されたが、同年5月31日をもって閉店。6月からは東急ストアが引継ぎ「パルム武蔵小山東急ストア」になったものの、2021年（令和3年）5月16日に閉店[3]。
- 上六店（大阪市天王寺区うえほんまちハイハイタウン内） - 2005年（平成17年）11月26日開店[6]- 2012年（平成24年）5月15日閉店[23]
- 東加賀屋店（大阪市住之江区）- 2011年（平成23年）12月10日に改装して阪急オアシスとなったが、2015年（平成27年）8月5日閉店